# HMS Lance (1914)
Pour les autres navires du même nom, voir HMS Lance.
Le HMS Lance est un destroyer de classe Laforey (en) de la Royal Navy.
Lancé quelques mois avant le déclenchement de la Première Guerre mondiale et rattaché à la Force de Harwich, le Lance participe à plusieurs engagements pendant la guerre, dont le naufrage du Königin Luise et la bataille de Texel. Il est l'auteur du premier tir britannique de la guerre.

## Histoire
Au déclenchement de la Première Guerre mondiale le 4 août 1914 à 23 h, le Lance, affecté à la 3e flottille de destroyers (en) de la Force de Harwich, participe à une patrouille dans la mer du Nord. Le lendemain, les Lance et son sister-ship Landrail sont envoyés pour enquêter d'après le rapport d'un chalutier sur un navire larguant des mines. Les deux destroyers repèrent le mouilleur de mines allemand Königin Luise. Le Lance tire un obus d'un canon de marine de 4 pouces BL Mk VII sur le Königin Luise qui est le premier tir britannique de la guerre. Le mouilleur de mines tente d'abord de fuir, mais lorsque son capitaine réalise que la fuite est impossible, il ordonne le sabordage. Le Lance récupère 28 survivants du navire allemand. La canon du Lance est exposé au Royal Naval Museum de Portsmouth, prêté par l'Imperial War Museum.
Le 28 août 1914, avec le reste de la 3e flottille de destroyers, le Lance prend part à la bataille de Heligoland. Le 17 octobre 1914, le Lance est avec sa flottille lorsqu'elle attaque la septième demi-flottille allemande de torpilleurs au large de Texel, anéantissant complètement la force allemande. Le 29 novembre 1915, le Lance participe à une patrouille de la Force de Harwich dans le Skagerrak. Le mauvais temps et l'absence de navires ennemis font avorter la mission, et alors que la force retourne à la maison, un marin est emporté par-dessus bord du Lance, mais est sauvé par le Legion.
En 1916, le Lance est transféré à la 9e flottille de destroyers (en), toujours partie de la Force de Harwich. Le 1er juin 1916, la Force de Harwich sort pour renforcer la Grand Fleet après la bataille du Jutland. Le Lance est l'un des huit destroyers détachés pour protéger le cuirassé endommagé Marlborough, torpillé pendant la bataille, aidant à escorter le cuirassé jusqu'au Humber pour une réparation temporaire. Le 13 août, le Lance, avec les sister-ships Lassoo, Laverock et Lennox, escorte un convoi de sept navires marchands entre la Grande-Bretagne et les Pays-Bas lorsque le Lassoo est touché par une torpille du sous-marin allemand SM UB-10. Le Lance tente de sauver le destroyer touché, mais le Lassoo se casse en deux et coule, tous les membres de l'équipage du Lassoo sauf quatre sont sauvés.
En mars 1917, le Lance est transféré à la 6e flottille de destroyers dans le cadre de la Dover Patrol puis quitte la flottille en juillet de cette année. En octobre 1917, le Lance fait partie de la 4e flottille de destroyers (en), basée à Devonport.
Le Lance est mis en réserve au Nore en décembre 1919 et est vendu pour la ferraille le 5 novembre 1921.